# Bidens crocea
Bidens crocea là một loài thực vật có hoa trong họ Cúc. Loài này được Welw. ex O.Hoffm. mô tả khoa học đầu tiên năm 1892.